# أندرو سينغلتون
أندرو سينغلتون (بالإنجليزية: Andrew Singleton)‏ هو عالم أعصاب بريطاني، ولد في 1972.